# William Joyce
William Joyce, conosciuto anche come Lord Haw-Haw (Brooklyn, 24 aprile 1906 – Londra, 3 gennaio 1946), è stato un politico, attivista e conduttore radiofonico irlandese naturalizzato tedesco, nato negli Stati Uniti.

## Biografia
Nonostante fosse nato negli Stati Uniti d'America, passò buona parte della sua giovinezza in Irlanda, dove il padre, cattolico ma leale all'Impero britannico, si schierò dalla parte dei britannici e per questo venne considerato dai nazionalisti del Sinn Féin un traditore. Joyce studiò in un collegio gesuita dì Galway, ma ben presto si trasferì a Londra, dove la sua famiglia era emigrata a seguito della nascita dello Stato libero d'Irlanda.
Nella capitale britannica Joyce fu attratto dai movimenti fascisti e partecipò a numerosi scontri di piazza contro i militanti laburisti e di estrema sinistra: in uno di questi, avvenuto nel 1924, fu sfregiato da un colpo di rasoio che gli attraversò la guancia da un orecchio alle labbra. Per qualche mese militò all'interno del Partito Conservatore Britannico, che tuttavia abbandonò presto a causa del suo moderatismo.

### L'adesione al fascismo
Nel 1932 Joyce si iscrisse al British Union of Fascists, il movimento politico presieduto da sir Oswald Mosley, di cui fu il principale propagandista fino a divenire il più stretto collaboratore del leader. Nel frattempo però Joyce non guardò più all'Italia fascista come Stato ideale ma al nuovo Terzo Reich, rendendo ancora più aggressivi la sua ideologia ed il suo stile retorico: quando saliva sul palco per fare un comizio, egli era impetuoso e a volte addirittura violento (non si contano le volte in cui fece a pugni con i suoi oppositori).
Nel 1935 Mosley giunse alla conclusione che Joyce, con il suo virulento antisemitismo, fosse un attivista troppo ingrombrante per la BUF: quando il sodalizio tra i due si ruppe, Joyce fondò nel 1937 la National Socialist League.

### In Germania
Trasformatosi ormai da politico ad agente (e, per certi versi, "ambasciatore") della propaganda nazista, nel 1939, qualche giorno prima dello scoppio della seconda guerra mondiale lasciò il Regno Unito e si trasferì in Germania.
A Berlino fu impiegato alla radio del Reich, dove gli venne concesso di condurre una trasmissione radiofonica anglofona intitolata Germany Calling. Il programma fu molto seguito anche nel Regno Unito: anche se nelle apparenze Joyce venne bistrattato dalla critica ufficiale e sbeffeggiato dalla satira (fu il giornalista Jonah Barrington che gli diede il celebre soprannome di "Lord Haw-Haw", ovvero "Signor Sghignazzata", per via dei versi che faceva dopo aver augurato il peggio ai suoi rivali), venne tenuto in considerazione dall'Intelligence dell'esercito di Sua Maestà per carpire meglio l'umore del popolo tedesco.
William Joyce trasmise per l'ultima volta il suo programma il 30 aprile del 1945, con Hitler e Mussolini già morti e l'esercito sovietico dentro Berlino, con un tono farneticante e in palese stato d'ebbrezza, parlando della minaccia dell'Unione Sovietica e biasimando gli Alleati per non essersi limitati al contenimento dell'espansionismo tedesco. Il 28 maggio un soldato tedesco di origini ebraiche, combattente per gli Alleati, lo incontrò rivolgendogli la parola in inglese e in francese. Dopo che gli chiesero se fosse Joyce, il conduttore radiofonico cercò nelle sue tasche il passaporto falso, al che gli Alleati gli spararono credendo volesse estrarre un'arma, provocandogli quattro ferite.
Nell'estate del 1945 tentò di recarsi in esilio in Danimarca, ma venne riconosciuto da soldati dell'intelligence britannica a Flensburgo, vicino al confine.

### L'impiccagione
Dopo essere stato catturato e tenuto come prigioniero di guerra, venne trasferito a Londra, dove fu sottoposto ad un rapido processo. Accusato di alto tradimento, di lesa maestà e di vilipendio alla Corona, fu condannato a morte, nonostante le accuse fossero nulle essendo egli sprovvisto della cittadinanza britannica, requisito necessario per i tre capi d'imputazione; tuttavia, l'avvocato della pubblica accusa, Sir Hartley Shawcross, sostenne falsamente che il suo possesso di un passaporto britannico (in verità non legittimo) lo indicasse come suddito del Regno Unito e quindi come colpevole di tradimento. 
Confermata la condanna a morte dalla Camera dei Lord, venne giustiziato il 3 gennaio 1946 mediante impiccagione.
Tra le ultime parole vennero riportate la seguente dichiarazione: 
Il corpo fu sepolto a Londra in una tomba anonima, ma trent'anni dopo la figlia ottenne la riesumazione e la traslazione in Irlanda.